# Aristarco di Atene
Aristarco di Atene (in greco antico: Ἀρίσταρχος?, Arístarchos; Atene, metà del V secolo a.C. – Atene, tra il 411 il 409 a.C.) è stato un politico e militare ateniese.

## Biografia
Assieme a Frinico, Antifonte e Pisandro, Aristarco è nominato come uno dei principali capi della Boulé dei Quattrocento, nel 411 a.C.; era, infatti, uno dei più accaniti anti-democratici.
All'inizio della contro-rivoluzione, Aristarco lasciò la sala delle riunioni con Teramene e guidò la giovane cavalleria oligarchica al Pireo. Quando il suo partito cadde, Aristarco sfruttò la sua carica di stratego per andarsene coi più barbari degli arcieri stranieri nella città di confine di Enoe, che poi fu assediata dai Beoti e dai Corinzi; lì si accordò cogli Spartani, consegnando la città al nemico.
In seguito fu catturato dagli Ateniesi, che lo processarono e condannarono a morte assieme ad Alessicle; ciò avvenne tra il 411 e il 406 a.C., ma più probabilmente prima della restaurazione della democrazia (avvenuta nel 409 a.C.).